# Baoding
Baoding è una città della Cina situata a circa 140 chilometri a sud di Pechino. È quasi a metà strada tra Pechino e Shijiazhuang, la capitale della provincia di Hebei. Baoding è situata in pianura, circondata da campagne. La città ha all'incirca una forma rettangolare.

## Suddivisioni amministrative
- Distretto di Jingxiu
- Distretto di Lianchi
- Distretto di Mancheng
- Distretto di Qingyuan
- Distretto di Xushui
- Contea di Yi
- Contea di Laiyuan
- Contea di Dingxing
- Contea di Shunping
- Contea di Tang
- Contea di Wangdu
- Contea di Laishui
- Contea di Gaoyang
- Contea di Anxin
- Contea di Xiong
- Contea di Rongcheng
- Contea di Quyang
- Contea di Fuping
- Contea di Boye
- Contea di Li
- Dingzhou
- Zhuozhou
- Anguo
- Gaobeidian

### Principali città
- Dingzhou (定州)

## Amministrazione

### Gemellaggi
- Charlotte
- Yonago
- Saijo